# 릴 썬더11
릴 썬더11은 대한민국의 가수다. 2019년 첫 번째 싱글 'Lostworld'로 데뷔했다.

## 방송
- 쇼미더머니 10 (2021) - Top56
- 드랍더비트 (2022) - Top48(25위)